# Hans Luunbjerg
Hans Luunbjerg (født 7. februar 1971  i Odense) er en dansk politiker og landmand (uddannet cand. agro. fra Den Kongelige Veterinær- og Landbohøjskole i 1998). Han var Kerteminde Kommunes borgmester fra kommunalvalget i 2013, hvor han efterfulgte Sonja Rasmussen, til 2017. Før dette havde han siddet i byrådet i Kerteminde Kommune siden kommunalvalget 2005. Han blev viceborgmester efter kommunalvalget 2009. Han er desuden formand for Kerteminde Forsyning A/S. Han ejer Kejrup Gods og et biogasanlæg.
Hans Luunbjerg er far til to sønner.